# Alter Domus Cup
Lucemburská hokejová liga - LHL (dříve známý jako Alter Domus Cup nebo Luxembourg Cup) je národní šampionát v ledním hokeji v Lucembursku organizovaný Lucemburskou federací ledního hokeje (lucembursky: Federation Luxembourgeoise de Hockey sur Glace). Pouze lucemburským týmům je dovoleno se soutěže zúčastnit, takže momentálně ligu hraje pět týmů a některé z nich se zároveň účastní lig v Německu, Belgii či Francii.

## Historie soutěže
Hokejová liga se hraje v půlmiliónovém Lucembursku od roku 1994. Soutěž pod názvem Luxembourg Cup se konala v letech 1998 - 2003 a poté byla z finančních důvodů zrušena. V roce 2010 se našel nový sponzor soutěže Alter Domus a soutěž byla přejmenována na Alter Domus Cup. Utkání ligy jsou plánována tak, aby se týmy mohly účastnit zahraničních lig v Německu či Francii. Nejúspěšnější lucemburský tým Tornado Luxembourg hraje francouzskou Division 3, IHC Beaufort Belgickou národní ligu a Puckers Luxembourg hrají německou Landesligu. Klub Hurricanes Luxembourg ( do roku 2022 Luxembourg Huskies), je tým lucemburských hokejistů mladších 20 let.
- od roku 1998 do roku 2003: Lucemburský pohár

- od roku 2010 do roku 2016: Alter Domus Cup
- od roku 2016 do roku 2020: Lucemburský pohár
- od roku 2020 do současnosti: LHL - Lucemburská hokejová liga

## Systém soutěže
V sezóně 2023/2024 hrálo 5 týmů 8 zápasů, každý s každým dvakrát v základní části, a potom hráli všichni play off.

## Týmy
Složení ligy pro rok 2023/2024.
| Týmy D1                   | Město         | Stadión               | Kapacita |
| ------------------------- | ------------- | --------------------- | -------- |
| Tornado Luxembourg        | Kockelscheuer | Kockelscheuer Arena   | 1 000    |
| IHC Beaufort              | Beaufort      | Patinoire de Beaufort | ?        |
| Puckers Luxembourg        | Kockelscheuer | Kockelscheuer Arena   | 1 000    |
| Hurricanes Luxembourg     | Kockelscheuer | Kockelscheuer Arena   | 1 000    |
| Lucemburští velkovévodové | Kockelscheuer | Kockelscheuer Arena   | 1 000    |

## Předchozí vítězové
- 2023/2024: Tornado Luxembourg
- 2022/2023: Tornado Luxembourg
- 2021/2022: IHC Beaufort
- 2020/21: nedohráno covid-19
- 2018/19: Tornado Luxembourg
- 2017/18: nehrálo se
- 2016/17: Tornado Luxembourg
- 2014-16: nehrálo se
- 2013-14: Tornado Luxembourg
- 2012/13: Tornado Luxembourg
- 2011-12: Tornado Luxembourg
- 2010-11: Lokomotiv Luxembourg
- 2007 - 2010: nehrálo se
- 2006-07: Tornado Luxembourg
- 2003 - 2006: nehrálo se
- 2002-03: Tornado Luxembourg
- 2001-02: Tornado Luxembourg
- 2000-01: Tornado Luxembourg
- 1999-00: Tornado Luxembourg
- 1998-99: Tornado Luxembourg
- 1997-98: Tornado Luxembourg
- 1994-1997: nehrálo se
- 1993-94: Tornado Luxembourg